# حازم عبد العظيم
حازم يوسف عبد العظيم إبراهيم، والشهير بحازم عبد العظيم (ولد سنة 1960، القاهرة) سياسي ليبرالي مصري ينشط على الشبكات الإجتماعية. في يوليو 2011 تم ترشيحه كوزير للاتصالات وتكنولوجيا المعلومات، لكن سرعان ما تم استبعاده بعد اتهامه بأنه كان أحد أعضاء شركة سي أي تي التي ثُبت تعاملها مع إسرائيل. يعمل حاليا كأستاذ مساعد بقسم تكنولوجيا المعلومات بكلية الحاسبات والمعلومات بجامعة القاهرة. تم اتهامه بالتحريض على العنف، في مظاهرات المعارضة المصرية التي كانت تطالب برحيل محمد مرسي.

## مسيرته
تخرج من قسم هندسة النظم في جامعة القاهرة عام 1982، وحصل على الماجستير في الرياضيات التطبيقية سنة 1982، ثم على درجة الدكتوراه في التعرف على الأنماط والذكاء الاصطناعي سنة 1989 في جامعة القاهرة ثم حصل على ماجستير إدارة الأعمال من جامعة ماستريخت بهولندا سنة 2003.
حصل على شهادة مهنية في التحليل الفني لأسواق الأسهم والسندات، بالاٍضافة لعمله مدرسا مساعدا بقسم هندسة النظم والهندسة الطبية الحيوية بجامعة القاهرة في الفترة من 1982 حتى 1986 قبل عودته في عام 1993 ليتولّى منصب أستاذ مساعد في الجامعة.

### مشاركته العلمية
بدأ عمله البحثي في الفترة 1986 – 1992 باحث علمي مع مركز أبحاث شركة أي بي إم في مجال معالجة اللغات الطبيعية بالعربية، واهتم في دراساته بمجالات التعرف على الأنماط والذكاء الاصطناعي وتطبيقات الحوسبة الإلكترونية في مجال التعامل في الأوراق المالية. وفي عام 1991 حصل على «جائزة الإنجاز الإبداعي» من شركة إي بي إم.
وفي الفترة بين عامي 1995 و 1996، شغل منصب مدير الأبحاث والتطوير بشركة صخر للبرمجيات، وحتى نهاية عام 1997، شغل منصب منسق لمشروعات تطوير الإنترنت، ثم تولّى بعد ذلك منصب المدير التنفيذي حتى عام 2000.
وفي أواخر عام 2001، كان من بين المشاركين في شركة «إيماجينت» للبرمجيات وقد ترأّس فريق المهندسين الباحثين الذي تمكن من تطوير اختراع جديد لكتابة الرسائل بخط اليد على شاشة الجهاز باستخدام بروتوكول الرسائل النصية القصيرة، وتم التقدم بطلب الحصول على براءة اختراع دولية عنه.

### مناصب حكومية واتهامات
تم تعيينه في مستشار أول لوزير الاتصالات والمعلومات لشئون التنمية التكنولوجية في 15 مايو 2007. كما تولّى رئاسة هيئة تنمية صناعة تكنولوجيا والمعلومات حتى انتهاء مدة التكليف ثم استقال للعودة إلى العمل الخاص والأكاديمي ثم تم اختياره من عدة شهور رئيسًا لمركز الإبداع التكنولوجي.
سنة 2011 كان مرشحا لتولّي وزارة الاتصالات، وتم استبعاده قبل أداء الحكومة لليمين بأيام قليلة، بعد اعترافه بأنه يمتلك حصة في شركة اتصالات لها تعاون مع شركة «أرون» الإسرائيلية.
كشفت وسائل إعلامية عن تورطه في ملف فساد بحصوله على مبلغ مليون و 200 ألف جنيه كمكافآت خلال عام واحد عندما كان رئيسا لهيئة تكنولوجيا المعلومات.
وفي مارس 2013 تم استدعائه للنيابة العامة ومنعه من السفر بعد اتهامه بالتحريض على التعدي على الأشخاص وإتلاف الممتلكات وتكدير السلم العام، وهي أحداث أعمال عنف وتخريب جرت في محيط مقر جماعة الإخوان المسلمين ومكتب الإرشاد بالمقطم.

## وصلات خارجية
- صفحة حازم عبد العظيم على تويتر